# Marie Bergström
Pour les articles homonymes, voir Bergström.
Marie Bergström, née en 1982, est une sociologue et chercheuse suédoise, travaillant en France pour l’Institut national d'études démographiques, spécialiste, à partir du début des années 2010, de l’évolution des rencontres amoureuses (par les sites Internet ou non) et de l'évolution de la sexualité.

## Biographie
Née en 1982, sa mère est institutrice et son père cadre dans l'industrie, à Örnsköldsvik, à 600 kilomètres environ au nord de Stockholm. En 2001, à 19 ans, ayant obtenu l'équivalent du bac, la jeune fille passe une année sabbatique à Nice, pour apprendre le français.. Elle s'installe ensuite à Paris, gagnant sa vie comme vendeuse dans un magasin de chaussures. Elle commence des études de sciences politiques à l'université Paris-VIII, à Panthéon-Sorbonne, puis rentre à Sciences Po Paris. Puis elle bifurque vers la sociologie. Michel Bozon, son professeur de sociologie à Sciences Po Paris, et codirecteur, avec Nathalie Bajos, d'une Enquête sur la sexualité en France publiée en 2008 aux éditions La Découverte, l'oriente, dès 2007, sur le sujet des rencontres amoureuses par les sites Internet, un usage en progression. L'étudiante, alors âgée de 25 ans, rentre au début avec quelques hésitations dans ce domaine d'étude, explique-t-elle : « Ni la technique ni la sociologie du numérique ne m'intéressaient. ».
Elle devient en France une pionnière dans ce domaine, soutenant fin septembre 2014 une thèse de doctorat intitulée « Au bonheur des rencontres : sexualité, classe et rapports de genre dans la production et l'usage des sites de rencontres en France »,. Elle entre comme chargée de recherche à l'Institut national d'études démographiques (INED), et publie dans des revues scientifiques comme la Revue française de sociologie, Population & Sociétés, Population, Sociétés contemporaines, etc., seule ou en collaboration avec d'autres sociologues comme Dominique Pasquier. Elle est également sollicitée dans des médias, dès le début des années 2010, alors qu'elle prépare sa thèse, tels France Inter en 2011, ou Les Inrockuptibles en 2013, mais aussi, après la soutenance de sa thèse, dans des journaux tels Le Monde en 2018, ou encore Le Figaro et Libération en 2019. Considérée désormais comme une des expertes du sujet, elle est aussi par exemple l'une des invitées d'une table ronde organisée par le journal Le Monde en octobre 2018 sur le sujet suivant : « Le big data va-t-il tuer le hasard des rencontres ? ». Elle est également sollicitée pour faire partie du conseil scientifique d'une exposition parisienne ouvrant fin 2019 au Palais de la découverte, intitulée De l'amour.
En 2019, elle publie un ouvrage, intitulé Les nouvelles lois de l'amour. Sexualité, couple et rencontres au temps du numérique, aux Éditions La Découverte, à Paris, synthétisant, après presque une décennie de communications diverses, ses travaux et ses analyses dans une présentation grand public, lui permettant de sortir du cercle du lectorat des revues scientifiques. L'ouvrage fait l'objet de commentaires et de comptes-rendus dans de nombreux médias,,,,,.
Fin mars 2025, dans un nouvel ouvrage collectif, supervisé par elle : « La sexualité qui vient. Jeunesse et relations intimes après #MeToo », aux éditions de La Découverte, s'appuyant sur une vaste enquête auprès de jeunes couples vivant en France, conduite par vingt-deux sociologues, Marie Bergström contribue à montrer des changements importants dans la sexualité des jeune. Ce travail montre notamment qu'en 2023, la moitié de 18-29 ans a connu son premier rapport sexuel à 17,7 ans (contrairement à une idée reçue, les jeunes attendent un peu plus avant ce premier acte, une tendance qui s'est accrue lors du confinement lié à la pandémie de Covid-19), mais qui était observée depuis le milieu des années 2010, probablement en lien avec la dégradation de la santé mentale des jeunes ; la « détresse psychologique, cela peut éloigner des rencontres amoureuses et sexuelles ». Les questions induites par le mouvement #MeToo et l'affaire Weinstein, qui ont modifié les rapports au consentement, à l'entrée dans la sexualité, à l'intimité, au genre, à l'amitié (concept de sexfriend), notamment chez les jeunes femmes : outre un premier rapport sexuel plus tardif, les jeunes adultes montrent, dans leurs pratiques sexuelles notamment, une diversité relationnelle accrue, où l'hétérosexualité tend à reculer (de 2006 à 2023, la part des sexualités minoritaires (non hétérosexuelles), au profit de la bisexualité (attrait vers les deux sexes) et la pansexualité (désir non défini par le prisme du genre). Elle a été multipliée par cinq chez les 18-29 ans, passant de moins de 3 % à 15 % ; une jeune femme sur cinq (19 %) s'identifie autrement qu'hétérosexuelle, contre 8 % chez les jeunes hommes) ; de plus, le couple traditionnel n'est pas détrôné mais coexiste un peu plus avec les « sexfriends » et « histoires d'un soir ». Ce travail confirme aussi, depuis la dernière enquête (INED, 2006),, une nette hausse du nombre de partenaires sexuels durant la vie (constat fait depuis les années 1950) : les 18-29 ans en 2023 a aient déjà eu significativement plus de partenaires avant 30 ans (35 % des 25-29 ans ont eu dix partenaires ou plus), par rapport la génération précédente ; « dans cette tranche d'âge, les femmes en déclaraient en moyenne quatre au cours de la vie. Aujourd'hui, c'est huit – le double ! Les hommes en déclaraient huit, désormais ils en mentionnent douze », avec un nombre accru de phases où la vie de couple alterne avec une période de célibat, 70 % des jeunes en couple discutant d'exclusivité sexuelle voire de polyamour (notion très médiatisées et plus acceptée, mais peu pratiquée). Selon Marie Bergström, la jeune génération (des femmes notamment) déclare subir plus de rapports forcés ou des tentatives de rapports forcés, que les précédentes, grâce à une parole plus libre, mais probablement aussi car, « en ayant beaucoup plus de partenaires, elles sont davantage exposées aux violences sexuelles masculines ».

## Approche
Pour sa thèse sur les rencontres par internet, elle appuie ses travaux, sur une enquête de terrain, sur les enquêtes de l'INED, sur des entretiens avec des utilisateurs et des développeurs, sur des analyses, mais aussi, et c’est plus spécifique, sur des données numériques obtenues d’un des principaux sites de rencontre français. À la suite d’un accord avec le site de rencontres Meetic en 2011, elle a obtenu une extraction de millions de profils anonymisés (sans pseudo ni photo), de messages (avec uniquement les heures et dates d’envoi, pas de contenu) et d’interactions. « Je n’avais pas connaissance des contenus des conversations », indique-t-elle, mais je savais que X avait contacté Y tel jour à telle heure, que Y avait (ou non) répondu, quel jour et à quelle heure. », pouvant ainsi déterminer quel profil (même s’il reste strictement anonyme) s’intéresse à quel autre profil, et quel profil ne reçoit pas de message ou de réponse. Pour son responsable de thèse, Michel Bozon, « Je n’aurais jamais pensé qu’elle essaierait de travailler sur les données de Meetic, difficiles à aborder par leur gigantisme, ni qu’elle réussirait à les obtenir, à l’issue d’une longue négociation. Marie n’a peur de rien, et a ainsi eu un apport pionnier et rigoureux dans le domaine des usages d’Internet. ». Les informations de profil sont du déclaratif et peuvent se révéler inexactes. Mais elle a pu les comparer, grâce aux données dont elle disposait par Meetic, aux moyennes démographiques. Elle constate ainsi, par exemple, que le profil type de l’utilisateur ou de l'utilisatrice de Meetic varie de quelques centimètres ou de quelques kg de la moyenne nationale. Quant à l'âge affiché, beaucoup d'usagers, des deux sexes, « arrondissent leur année de naissance comme le montre leur pyramide des âges, disproportionnée sur les années finissant par 0 et 5 ». Des arrondis qui se veulent peut-être légèrement favorables, mais qui suggèrent que ces utilisateurs et utilisatrices de site de rencontre veulent avant tout rester crédibles lors d’une éventuelle rencontre.
Les travaux qui ont suivi et se sont concrétisés par une nouvelle publication en mars 2025, se sont appuyés sur une enquête structurée autour d'un questionnaire intitulé Envie (enquête sur la vie affective des jeunes adultes). Une enquête menée auprès de 10 000 jeunes âgés de 18 à 29 ans, une tranche d’âge considérée comme un laboratoire de la sexualité à venir. « Il s’agit d’un très long travail collectif, dont les premières discussions ont démarré en 2016 », précise-t-elle, « Nous avons construit ensemble », avec la vingtaine de sociologues associés à l'ouvrage et majoritairement rattachés à l'INED, « chaque brique de l’enquête, ce qui n’est pas si courant. ». Le mouvement MeToo, qui émerge en 2017, est intégré en cours de route à cette étude.

## Principales publications
- 2014 : « Au bonheur des rencontres : sexualité, classe et rapports de genre dans la production et l’usage des sites de rencontres en France », Marie Bergström, 2014, thèse de doctorat.
- 2016 : « Sites de rencontres : qui les utilise en France ? Qui y trouve son conjoint ? », Population & Sociétés, n° 530.
- 2016 : « Les rencontres en ligne : rapidement sexuelles, souvent occasionnelles », in Olivier Martin & Éric Dagiral (dir.), L’ordinaire d’internet. Le web dans nos pratiques et relations sociales, Paris, Armand Colin, p. 83-99.
- 2016 : « (Se) correspondre en ligne. L’homogamie à l’épreuve des sites de rencontres », Sociétés contemporaines, vol. 4, n° 104, p. 13-40.
- 2018 : « De quoi l’écart d’âge est-il le nombre ? L’apport des big data à l’étude de la différence d’âge au sein des couples », Revue française de sociologie, vol. 59, n° 3, p. 359-422.
- 2019 : Marie Bergström & Dominique Pasquier, « Genre & Internet. Sous les imaginaires, les usages ordinaires », RESET. Recherches en sciences sociales sur Internet, n° 8. URL : https://journals.openedition.org/reset/1329
- 2019 : Marie Bergström, Françoise Courtel & Géraldine Vivier, « La vie hors couple, une vie hors norme ? Expériences du célibat dans la France contemporaine », Population, vol. 74, n° 1, p. 103-130.
- 2019 : Les nouvelles lois de l’amour. Sexualité, couple et rencontres au temps du numérique, Paris, Éditions La Découverte, 228 pages.
- 2025 : La sexualité qui vient. Jeunesse et relations intimes après #MeToo, supervision par Marie Bergström, en équipe avec plus d'une vingtaine de sociologues, Paris, La Découverte, 392 pages.